# Anthony Keyvan
Anthony Cyrus Keyvan (* 13. August 2000 in Long Beach, Kalifornien) ist ein US-amerikanischer Schauspieler.

## Leben und Karriere
Anthony Keyvan wurde im August 2000 als Sohn einer Philippinerin und eines Iraners in Long Beach im US-Bundesstaat Kalifornien geboren. Er hatte einige Auftritte in kleineren Rollen in Serien wie Once Upon a Time in Wonderland, Navy CIS oder Major Crimes. Eine größere Rolle hatte er in der Netflixserie Alexa & Katie, in der er in 6 Episoden als Nathan zu sehen war.
Seine bisher größte Rolle ist die des Rahim in der Hulu-Serie Love, Victor, in der er von Juni 2021 bis Juni 2022 zu sehen war. Die Spin-off-Serie zum Film Love, Simon wurde unter anderem von Schauspieler Nick Robinson produziert und handelt von Victor, der mit seiner Familie in eine neue Stadt zieht und sich dort mit seiner sexuellen Orientierung auseinandersetzen muss, als er merkt, dass sein Herz für Mitschüler Victor schlägt.

## Filmografie (Auswahl)

### Filme
- 2018: Kansas City
- 2020: Two Eyes
- 2020: Through April (Kurzfilm)
- 2020: Close Up

### Serien
- 2013: Twisted (4 Episoden)
- 2013: Once Upon a Time in Wonderland (2 Episoden)
- 2014: Bad Teacher (2 Episoden)
- 2015: Navy CIS (1 Episode)
- 2015: Bella and the Bulldogs (1 Episode)
- 2015–2016: Fresh Off the Boat (2 Episoden)
- 2017: Major Crimes (2 Episoden)
- 2018–2020: Alexa & Katie (6 Episoden)
- 2019: Schooled (1 Episode)
- 2021: Generation (1 Episode)
- 2021: The Rookie (2 Episoden)
- 2021–2022: Love, Victor (Fernsehserie, 15 Episoden)
- seit 2023: XO, Kitty (Fernsehserie, 18 Episoden)